# Nicolas Juchereau de Saint-Denis
Nicolas Juchereau de Saint Denis (Lande-sur-Eure, 1627 – Québec, 1692) è stato un imprenditore e colono francese della Nuova Francia.
Figlio di Jean Juchereau De Maur e di Marie Langlois, Nicolas arrivò in Canada nel 1634 con il padre. Sposò Marie Giffard dalla quale abbe dodici figli. Riuscì ad acquisire molti fondi in Canada per acquisto, dono o concessione. Nel 1656 ottenne la seigneurie della "Grande Ansa" (attuale Saint-Roch-des-Aulnaies). La famiglia di Robert Giffard gli concesse il feudo di Duchesnay. Inoltre ricevette altri benefici per conto dei figli.
Nicolas fu molto attivo anche nel commercio delle pellicce. Come il padre fu membro del consiglio della colonia per la tratta delle pellicce. Dal 1649 era a caccia di pelli insieme agli amerindiani. Nei primi anni Sessanta fece diverse incursioni nella regione di Tadoussac, spesso insieme a Padre Druillettes. In seguito diventò anche direttore della Tratta di Tadoussac.
Si distinse anche come soldato quando nel 1666 partecipò a un paio di incursioni contro gli Irochesi. Nel 1690 fu messo a capo di un'ottantina di soldati durante l'assedio inglese di Québec. Nel 1692 ottenne la nobiltà per si suoi servizi militari.